# Mecklenburgische VIII
Die Gattung VIII der Großherzoglich Mecklenburgischen Friedrich-Franz-Eisenbahn waren dreifach Güterzugdampflokomotiven. Ab 1910 wurden sie als Gattung G 2 bezeichnet. Die in den Jahren 1864 bis 1888 beschafften Lokomotiven waren bis 1918 im Bestand.

## Geschichte
Für den Güterzugdienst auf der 1864 eröffneten Bahnstrecke Güstrow–Neubrandenburg benötigte die Friedrich-Franz-Eisenbahn leistungsfähige Lokomotiven. Da die Strecke durch die Mecklenburger Schweiz führte, fiel die Wahl auf dreifach gekuppelte Lokomotiven. Die von Richard Hartmann  beschafften Lokomotiven erhielten die Bahnnummern 1 bis 4 (Baujahr 1864), (ODER Hart. F.Nr.: 206; ELBE F.Nr.: 207; PEENE F.Nr.: 212;  TOLLENSE F.Nr.: 213), 5 bis 8 (Baujahr 1866), (OSTSEE F.Nr.: 276; ___ F.Nr.: 277; ___ F.Nr.: 278; HAMBURG F.Nr.: 279)  und 9 bis 11 (Baujahr 1870), (WESER F.Nr.: 405; ___ F.Nr.: 406, RADEGAST F.Nr.: 407). 1885 wurde noch eine weitere Lokomotive geliefert, diese erhielt die Bahnnummer 66 (Hartmann Fab. Nr. 1419). Mit der Einführung des neuen Bezeichnungssystems ab 1895 wurden erhielten die Lokomotiven die Bahnnummern 310 bis 321. In den 1890er Jahren wurden die inzwischen fast dreißig Jahre alten Lokomotiven umgebaut um sie an erhöhte Anforderungen anzupassen. Dabei  wurden unter anderem neue Kessel und Triebwerke eingebaut. Die Lokomotiven 310 bis 313 erhielten nach dem Umbau die Bahnnummern 322 bis 325. 1909 wurde mit der Nr. 314 (ehemals 66) die erste Lokomotive ausgemustert. Bis 1919 verschwanden alle Maschinen aus dem Betriebsbestand.

## Konstruktive Merkmale
Die Lokomotiven verfügten über einen innenliegenden Gabelrahmen. Der Langkessel bestand aus drei Schüssen. Der Dampfdom mit Sicherheitsventil stand auf dem vorderen Schuss. Der fast bis auf die Höhe des Schornsteins reichende Dom war mit Messingbändern verziert. Nach dem Umbau in den 1890er Jahren rückte der Dom auf den mittleren Kesselschuss. Das Sicherheitsventil wurde vor dem Führerhaus auf dem Stehkessel angeordnet.
Das waagerecht liegende Zweizylinder-Naßdampftriebwerk arbeitete auf die mittlere Kuppelachse. Die Gooch-Steuerung besaß gekreuzte Exzenterstangen und eine Hebelumsteuerung.
Die Radsätze waren durch über den Achsen liegende Blattfederpakete abgefedert. Die Federn des mittleren und des hinteren Radsatzes waren mittels eines Ausgleichshebels verbunden.
Bei Ablieferung besaßen die Lokomotiven eine Dampfschlittenbremse und eine Handbremse. Die Dampfschlittenbremse wurde später durch eine auf die beiden hinteren Achsen von oben wirkende Dampfbremse abgelöst. Nach dem Umbau erhielten die Lokomotiven einen auf dem vorderen Kesselschuss sitzenden Sandkasten. Dieser sandete die mittlere Achse von vorn.